# Die Habsburgermonarchie 1848–1918
Die Habsburgermonarchie 1848–1918 ist eine im Auftrag der Kommission für die Geschichte der österreichisch-ungarischen Monarchie im Rahmen der Österreichischen Akademie der Wissenschaften herausgegebene Publikationsreihe wissenschaftlichen Charakters.

## Bände
Die Herausgeberschaft der Reihe wurde für die Bände I bis VI von Adam Wandruszka und Peter Urbanitsch wahrgenommen. Seit Band VII ist Helmut Rumpler führend beteiligt. Das Sammelwerk erscheint im Verlag der Österreichischen Akademie der Wissenschaften.
- Band I. Die wirtschaftliche Entwicklung. Wien 1973 (zur wirtschaftlichen Entwicklung der letzten Jahrzehnte der Donaumonarchie).
- Band II. Verwaltung und Rechtswesen. Wien 1975.
- Band III. Die Völker des Reiches. Teilband 1 und 2. Wien 1980 (zu den verschiedenen Ethnien des Vielvölkerstaats).
- Band IV. Die Konfessionen. Wien 1985, Neuauflage 1995.
- Band V. Die bewaffnete Macht. Teilband 1 und 2. Wien 1987 (zum Heerwesen).
- Band VI. Die Habsburgermonarchie im System der internationalen Beziehungen. Teilband 1, 1989; Teilband 2, 1993.
- Band VII. Verfassung und Parlamentarismus. Hrsg.: Peter Urbanitsch und Helmut Rumpler, Wien 2000.
  - 1. Teilband: Verfassungsrecht, Verfassungswirklichkeit, zentrale Repräsentativkörperschaften.
  - 2. Teilband: Die regionalen Repräsentativkörperschaften.
- Band VIII. Politische Öffentlichkeit und Zivilgesellschaft. Hrsg.: Helmut Rumpler und Peter Urbanitsch, Wien 2006.
  - 1. Teilband: Vereine, Parteien und Interessenverbände als Träger der politischen Partizipation. (open access).
  - 2. Teilband: Die Presse als Faktor der politischen Mobilisierung.
- Band IX. Teil 1. Soziale Strukturen. Von der Feudal-Agrarischen zur Bürgerlich-industriellen Gesellschaft. Hrsg.: Helmut Rumpler und Peter Urbanitsch, Wien 2010 (open access).
  - Teilband IX/1/1: Lebens- und Arbeitswelten in der industriellen Revolution.
  - Teilband IX/1/2: Von der Stände- zur Klassengesellschaft.
- Band IX. Teil 2. Soziale Strukturen. Die Gesellschaft der Habsburgermonarchie im Kartenbild. Verwaltungs-, Sozial- und Infrastrukturen. Nach dem Zensus von 1910. Hrsg.: Helmut Rumpler und Martin Seger, Wien 2010 (open access).
- Band X. Das Kulturelle Leben. Akteure – Tendenzen – Ausprägungen. Hrsg.: Andreas Gottsmann, Wien 2021.
  - 1. Teilband: Staat, Konfession und Identität.
  - 2. Teilband: Materielle und immaterielle Kultur.
- Band XI/1. Die Habsburgermonarchie und der Erste Weltkrieg. Wien 2016.
  - 1. Teilband: Teil 1 und 2. Hrsg.: Helmut Rumpler
  - 2. Teilband: Weltkriegsstatistik Österreich-Ungarn 1914-1918. Bevölkerungsbewegung, Kriegstote, Kriegswirtschaft. Hrsg.: Helmut Rumpler und Anatol Schmied-Kowarzik
- Band XII. Bewältigte Vergangenheit? Die nationale und internationale Historiographie zum Untergang der Habsburgermonarchie als ideelle Grundlage für die Neuordnung Europas. Hrsg.: Helmut Rumpler und Ulrike Harmat, Wien 2018.

2025 erschien als Sonderband zur Buchreihe der von Ulrike Harmat herausgegebene Band Das Erbe der Habsburgermonarchie in den Nachfolgestaaten. Einige Beiträge dieses Sonderbandes sind in englischer Sprache verfasst worden.

## Weblink
- Präsentation der Reihe durch den Verlag